# Kukadoli, Belgaum
Kukadoli là một làng thuộc tehsil Belgaum, huyện Belgaum, bang Karnataka, Ấn Độ.